# 596 (核実験)
中華人民共和国は、1964年10月16日午後3時に同国初の核実験を成功させた。この核実験は596（簡：596工程・邱小姐、英：596 Project, Chic-1）のコードネームで実施され、この核実験以降、中華人民共和国がアジア初の核保有国となった。

## 各界の反応・対応

### 各国首脳
10月16日、約380回の核実験を成功させていたアメリカ合衆国の国務長官ディーン・ラスクは、世界首脳会談の提案を拒否。10月18日、同長官はテレビインタビューで「中国はまもなく2回目の核爆発を行うだろう。中国の核実験は米が1945年に行った最初の核爆発、TNT火薬2万トン級」と発言した。
10月17日、イギリス労働党新内閣が「中国の核実験はアジアの軍事情勢に影響を与えない」と声明。鈴木善幸官房長官は「政府として改めて抗議文書は送らない。現在の核戦略体制が根本から影響されることはない。今後核実験を繰り返さぬよう部分的核実験停止条約に参加を求める」との談話を発表した。
10月19日、周恩来中華人民共和国首相が池田勇人首相に「中国政府は一貫して核兵器の全面禁止、徹底的な廃棄を主張しており、核実験はやむをえず行った。中国の核兵器保有は防衛のためで、先に使用することはない」との書簡を送った。

### 日本国内
10月16日、浜井信三広島市長が「中国の核実験は被爆を体験した広島市民としてだけでなく、人類にとって悲しむべきこと」と談話。佐久間澄広島県原水協理事長は「核実験に反対していた中国が実験したことは非常に残念だ。ただ、沖縄の問題、原子力潜水艦寄港、F105戦闘爆撃機の日本移駐問題のために、日本人の立場として中国に抗議できないのを大変残念に思う」。伊藤満原水禁広島協議会事務局長は「いかなる国の核実験、核兵器にも反対する立場をとってきたわれわれは、中国の実験はまことに遺憾だ。中国が実験を行った背景を冷静に検討する必要がある」。
10月17日、広島市原爆被爆者協議会、広島県被団協、広島・アウシュビッツ委員会が中国核実験に抗議電報。世界平和アピール7人委員会は、核保有5カ国に「中国が核実験を強行したことは、核兵器保有国の増加を招く危険に拍車をかけるもので遺憾だ。すみやかに国際会議を開き、核実験の全面阻止、完全軍縮への道を開くよう要望する」との要望書を送った。 
同日、日本社会党は周恩来中国首相に抗議電報打電を決めた。同党訪中使節団の成田知巳団長は、北京で実験は遺憾と談話、歓迎会でも実験反対を表明した。一方、日本共産党の宮本顕治書記長は「中国の核実験は祖国の防衛だけでなく、アジアにおける核戦争を防止するための防衛的な措置である」と声明。 
10月19日、核禁広島県民会議が抗議声明。 10月20日、原水禁広島協議会が中国政府へ抗議電報。
11月22日、南原繁・大江健三郎ら24人が、抗議の声明書を発表。

### 放射能影響評価
10月17日、防衛庁が自衛隊機で中国核実験に伴う高空放射能塵の収集調査を開始。10月18日、新潟大学理学部が新潟市内に降った雨から、中国核実験の影響とみられる強放射能塵を検出。10月19日 、内閣放射能対策本部が中国核実験に伴う放射能測定結果を発表、「放射能は少量で心配はない」とした。10月21日、アメリカ原子力委員会が「中国の核実験はウラン235を使用」と発表。空中の塵を分析、中国の核技術の高さを裏付けた。